# Péninsule de Xiberras

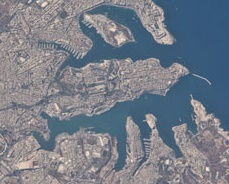
Port de La Valette vue depuis l'ISS, et au centre la péninsule de Xiberras

La péninsule de Xiberras est la langue de terre comprise entre Grand Harbour au sud et Marsamxett Harbour au nord,. À l'extrémité de cette péninsule,(parfois appelée  presqu'île malgré l'absence d'isthme), s'élève la colline de Xiberras qui a donné son nom à cette péninsule. Pendant l'occupation arabe la péninsule fut appelée Mu'awiya, repris en maltais sous le nom de Xagħriet Mewwija (landes incultes et ondulantes).
Sur la péninsule de Xiberras se trouve la capitale La Valette et son faubourg Floriana.
Son nom viendrait d'une ancienne famille maltaise Xiberras ou Sciberras qui aurait été propriétaire des terrains.